# Estische kroon
De Estische kroon (Ests: Eesti kroon) was tot 31 december 2010 de munteenheid van Estland. Sindsdien is de euro er wettig betaalmiddel.
Eén kroon was 100 senti. Het muntgeld was beschikbaar in 5, 10, 20 en 50 senti en 1 en 5 kronen. Het papiergeld was beschikbaar in 1, 2, 5, 10, 25, 50, 100 en 500 kronen. Het briefje van 1 kroon was overigens zeldzaam, doordat het maar eenmaal, in 1992, in omloop was gebracht.
De kroon werd in 1992, na het einde van de Sovjet-Unie, opnieuw ingevoerd. Ook voor de Tweede Wereldoorlog, tussen 1928 en 1940, kende het toen zelfstandige Estland de kroon. De nieuwe kroon was gekoppeld aan de Duitse mark en later aan de euro. De munteenheid was dan ook stabiel.
De Estische overheid streefde ernaar de Estische kroon vanaf 1 januari 2010 door de euro te vervangen. Dit is niet gehaald door de bankencrisis.
Op 12 mei 2010 kondigde de Europese Commissie aan dat Estland klaar was om toe te treden tot de eurozone. De nieuwe datum was 1 januari 2011.

## Biljetten
| Nominale waarde | Waarde in euro's | Kleur        | Portret                | Achterkant                                 |
| --------------- | ---------------- | ------------ | ---------------------- | ------------------------------------------ |
| 1 kroon         | € 0,06           | Oranje/Bruin | Kristjan Raud          | Toompeakasteel                             |
| 2 kronen        | € 0,13           | Grijsblauw   | Karl Ernst von Baer    | Universiteit van Tartu                     |
| 5 kronen        | € 0,32           | Oranje       | Paul Keres             | Hermansburcht en kasteel van Ivangorod     |
| 10 kronen       | € 0,64           | Roze         | Jakob Hurt             | Tamme-Lauri-eik                            |
| 25 kronen       | € 1,60           | Groen        | Anton Hansen Tammsaare | Vargamäe (het Tammsaare Museum)            |
| 50 kronen       | € 3,20           | Donkergroen  | Rudolf Tobias          | Nationale Opera Estonia                    |
| 100 kronen      | € 6,40           | Lichtblauw   | Lydia Koidula          | Kalksteenrotsen aan de Noord-Estische kust |
| 500 kronen      | € 31,96          | Paars        | Carl Robert Jakobson   | Boerenzwaluw                               |